# Christophe Honoré
Christophe Honoré (Carhaix-Plouguer, 10 de abril de 1970) é um diretor, roteirista e autor de livros infantis francês.
Autor de romances, para crianças e adolescentes, ele aborda temas de reputação dificeis como o suicídio e a AIDS.
Ele realizou oito longa-metragens, entre os quais: Les chansons d'amour (2007) e Les Bien-Aimés (2011).

## Filmografia
- 2001 : Nous deux - curta metragem
- 2002 : 17 fois Cécile Cassard
- 2002 : Tout contre Léo - filme para televisão
- 2004 : Ma mère
- 2006 : Dans Paris
- 2007 : Les chansons d'amour
- 2008 : La Belle Personne
- 2008 : Hôtel Kuntz - curta metragem
- 2009 : Non ma fille tu n'iras pas danser
- 2010 : Homme au bain
- 2011 : Les Bien-Aimés